# Tirumala septentrionis
Espèce

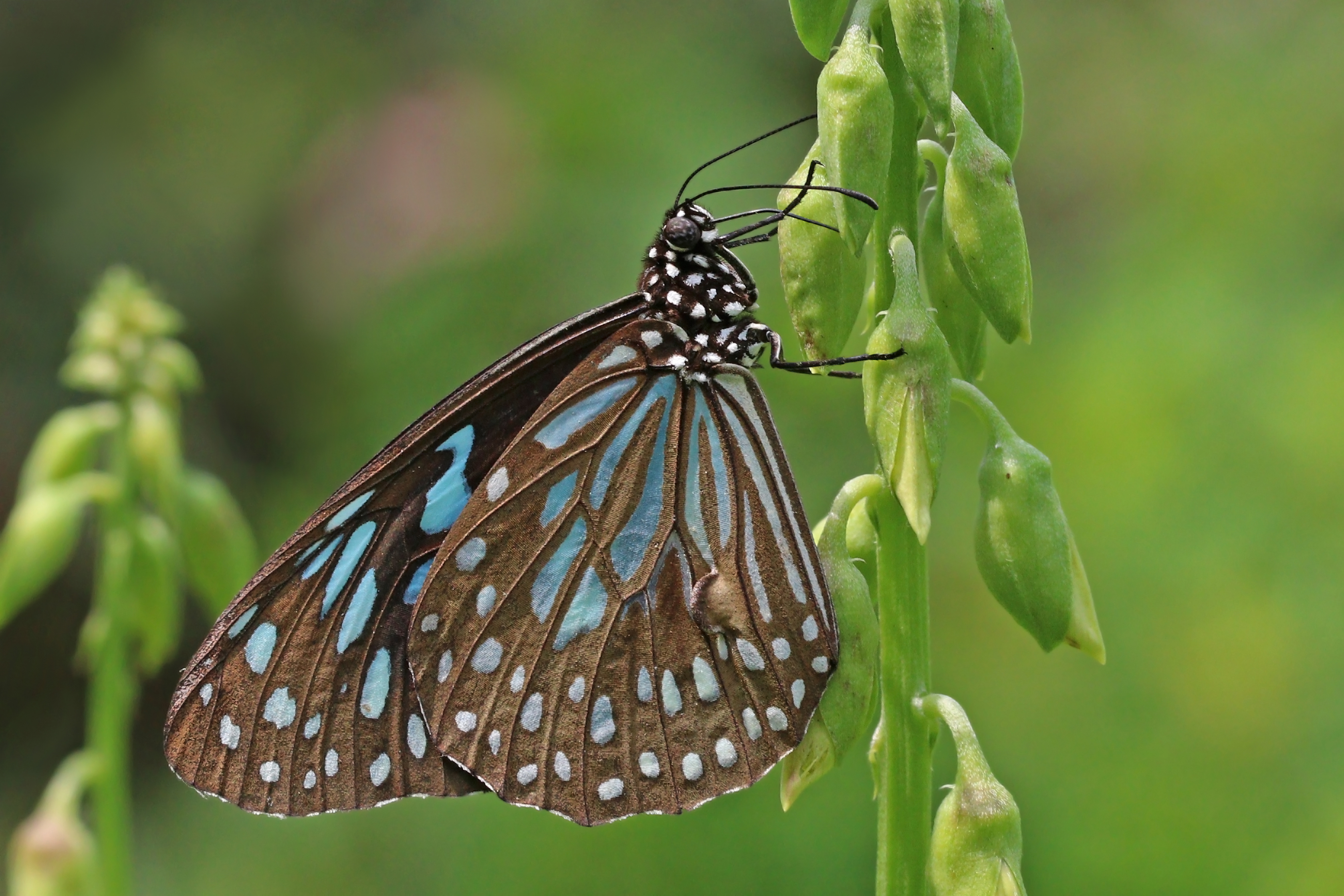
Un Tirumala septentrionis dravidarum mâle, dans la région de Kumarakom, en Inde.

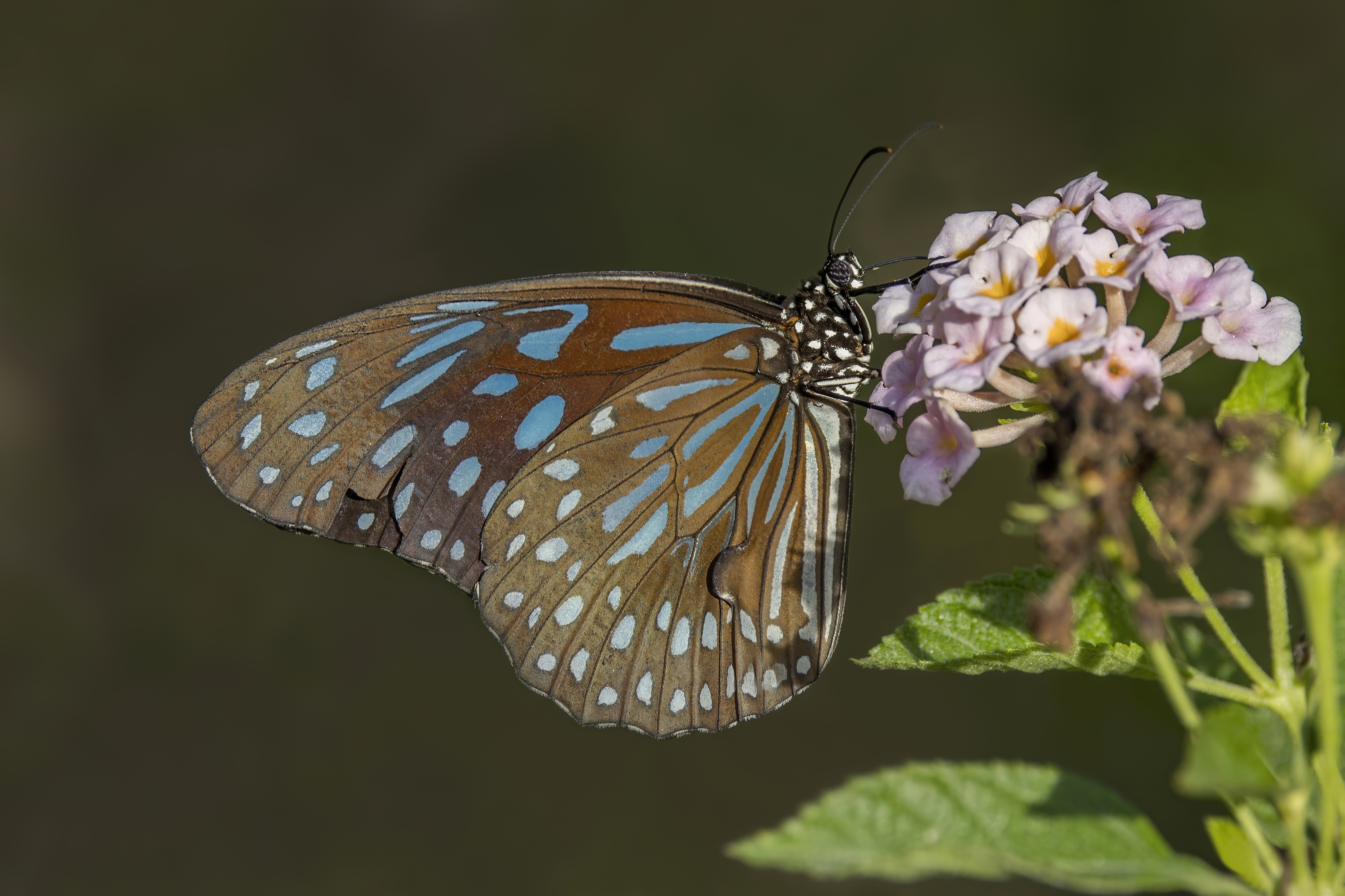
En Thaïlande.

Tirumala septentrionis est un insecte lépidoptère  de la famille des  Nymphalidae, de la sous-famille des Danainae et du genre Tirumala.

## Dénomination
Tirumala septentrionis (Arthur Gardiner Butler, 1874)
Synonymes : Danais septentrionis (Butler, 1874), Danaus septentrionis..

### Noms vernaculaires
Tirumala septentrionis  se nomme en anglais Dark Blue Tiger.

### Sous-espèces
- Tirumala septentrionis septentrionis présent dans le nord de l'Inde, en Malaisie, en Thaïlande, au Vietnam, au Laos, dans le sud de la Chine et à Taïwan.
- Tirumala septentrionis dravidarum (Fruhstorfer, 1899) présent dans le sud de l'Inde
- Tirumala septentrionis musikanos (Fruhstorfer, 1910) présent à Ceylan.
- Tirumala septentrionis myrsilos (Fruhstorfer, 1910) présent à Java, aux îles de la Sonde et à Bali.
- Tirumala septentrionis microsticta (Butler, 1874) dans le nord de Bornéo.
- Tirumala septentrionis valentia (Fruhstorfer, 1911) à Mindanoa (iles des Philippines)[1].

## Description
C'est un grand papillon marron foncé marqué de taches blanches ovales et d'une ligne sub marginale de points blancs.

### Chenille
La chenille est annelée de fines lignes blanches. Elle possède des cornes

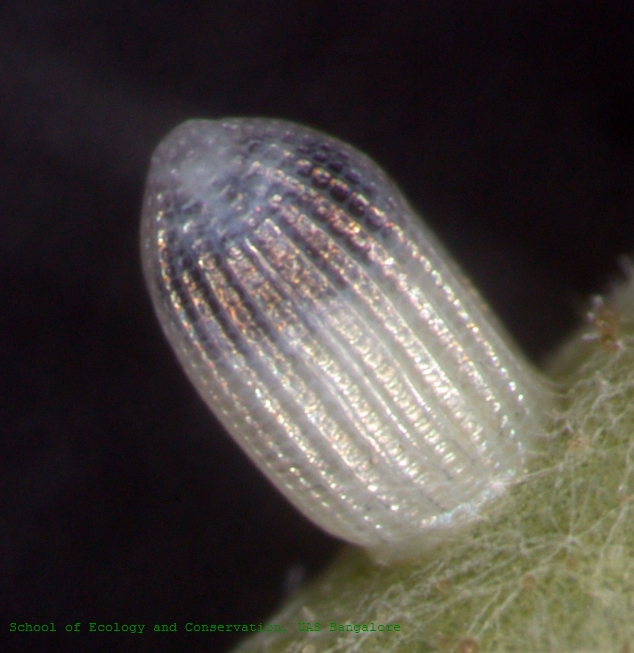
œuf
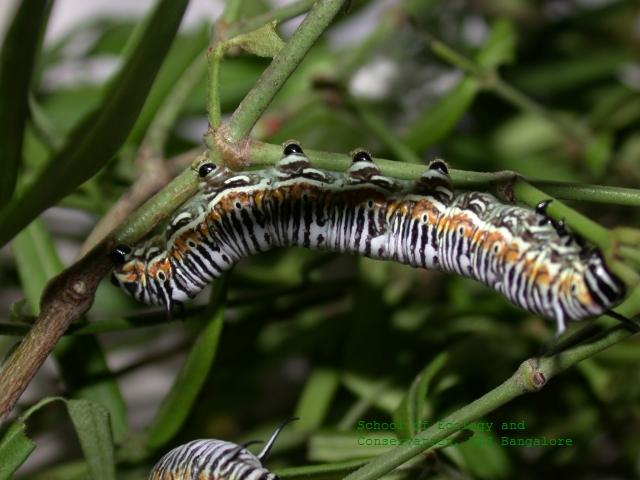
chenille
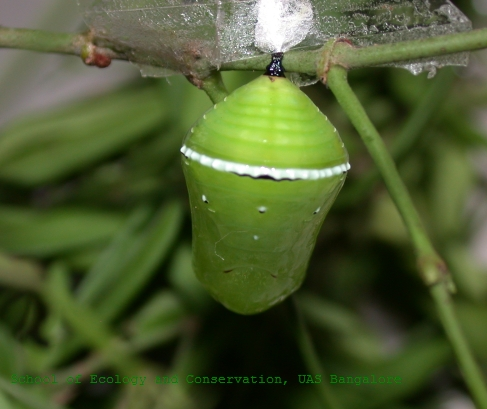
chrysalide

### Espèces ressemblantes
Tirumala limniace Blue Tiger, Ideopsis vulgaris Blue Glassy Tiger ,Parantica aglea Glassy Tiger, et femelle de Pareronia valeria.

## Biologie
C'est un migrateur. Dans le sud de l'Inde Tirumala septentrionis effectue sa migration  sur 350 à 500 km entre les Ghâts occidentaux et les Ghâts orientaux avec deux autres espèces , Euploea core et Euploea sylvester.

### Plantes hôtes
Ses plantes hôtes sont diverses, des Asclepias, Parsonsia, Cocculus, Tylophora, Vallaris dichotoma, Dregea volubilis, Heterostemma brownii.

## Écologie et distribution
Tirumala septentrionis est présent dans le sud de l'Asie, au Laos, en Indochine, en Inde, en Malaisie, au Sri Lanka, à Java, aux îles de la Sonde, à Bali, dans le nord de Bornéo, aux Philippines, sud de la Chine et Taïwan.

### Biotope
C'est un papillon des milieux ouverts.

### Protection
Pas de statut de protection particulier.